# Karel Filips van Croÿ

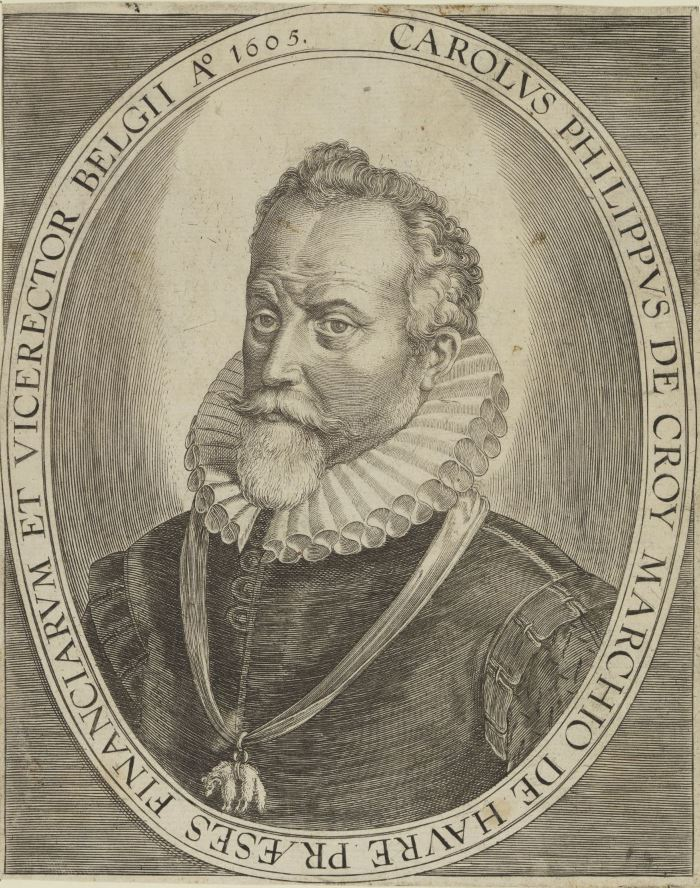
Gegraveerd portret uit 1605

Wapen van Karel Filips van Croÿ: gevierendeeld, 1 en 4 Croÿ, 2 en 3 Renty, hartschild Lotharingen

Karel Filips van Croÿ (Brussel, 1 september 1549 – Bourgondië, 23 november 1613), markies van Havré, was een Zuid-Nederlands krijgs- en staatsman.

## Biografie
Hij was de postume zoon van Filips II van Croÿ en diens tweede vrouw Anna van Lotharingen. Bij zijn doopsel waren keizer Karel V en zijn zoon Filips peters, wat hem de dubbele naam Karel Filips opleverde.
Nauwelijks negentien jaar oud stond hij onder het militaire bevel van de hertog van Alva en maakte diens militaire campagne van 1568 mee tegen Oranjes eerste invasie.
Een jaar later streed hij aan de zijde van koning Karel IX van Frankrijk tegen de hugenoten in de slag bij Moncontour en werd lelijk gewond door een kogel afgevuurd met een haakbus. Op verzoek van zijn broer Filips III kwam de Franse hofchirurgijn
Ambroise Paré naar het kasteel van Havré om hem van deze wond te genezen.
Koning Filips II benoemde hem in 1574 tot commandant van de eenheid van de dat jaar overleden Filips van Noircarmes en verhief hem tot markies van Havré. Karel Filips reisde daarop naar Spanje en werd met veel egards aan het Spaanse hof ontvangen. Blakend van zelfvertrouwen nam Karel Filips bij zijn terugkeer in de Nederlanden een zetel op in de Raad van State, zonder dat hij daar een officiële benoeming voor kon tonen, dit tot ergernis van de nieuwe landvoogd Juan van Oostenrijk, die hem maar een schurk vond.
Karel Filips en andere leden van de Raad van State werden gevraagd te bemiddelen bij landvoogd Juan van Oostenrijk over de Unie van Brussel, en vergezelde deze toen hij Namen innam. Een berekende Karel Filips meende echter dat de Staten-Generaal aan de winnende hand waren en verliet heimelijk Namen om zich in Brussel als overloper te laten inhalen. Aan de kant van de opstandelingen was hij ambassadeur bij Elizabeth I van Engeland en kreeg hij het bevel over een eenheid Reiter (huursoldaten).
In 1579 was Karel Filips in Artesië op missie met Adolf van Meetkercke toen hij plotseling verdween naar Kamerijk om zich vervolgens weer bij het kamp van de koning aan te sluiten. Hij kreeg vergiffenis van koning Filips, maar bleef de volgende acht jaar in een staat van ongenade.
In 1587 kwam hij opnieuw op het voorplan als lid van een militaire expeditie die de hertog van Lotharingen, zijn neef, te hulp snelde.
Hij werd daarop opnieuw lid van de Raad van State en ontpopte zich tot een trouw instrument van het absolutistische vorstelijk bewind.
Landvoogd Ernst van Oostenrijk stuurde hem in 1594 als vertegenwoordiger van de Bourgondische Kreits naar de Rijksdag van Regensburg. Keizer Rudolf II zou hem daar benoemen tot rijksvorst, een onderscheiding die in de Nederlanden geen rechtskracht had.

## Huwelijk en kinderen
Karel Filips trouwde in 1570 met Diane de Dommartin (1552-1625), barones van Fontenoy en vrouwe van Fénétrange, een dame die werd geloofd om haar schoonheid, edelmoedigheid en eruditie. Zij was een dochter van Lodewijk de Dommartin en Philippa van der Mark. Haar vader was een zoon van Willem van Dommartin, een nazaat van Hugo Capet.
Samen kregen ze zeven kinderen, van wie er vier overleefden:
- Dorothea van Croÿ (1575-1662), trouwde met haar neef Karel III van Croÿ
- Karel Alexander van Croÿ (1581-1624)
- Ernst van Croÿ (1590-1631)
- Christina van Croÿ (1591-1664), trouwde met Philipp Otto, vorstelijk graaf van Salm-Salm, die zou sneuvelen in de slag bij Nördlingen (1634).

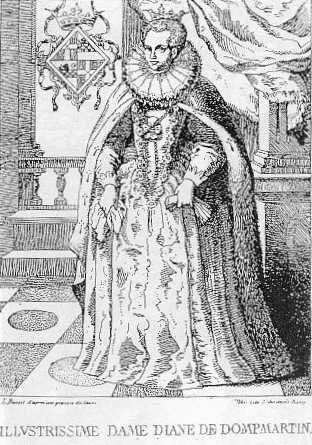
Diane de Dommartin
wapen Diana de Dommartin

## Voorouders
| Voorouders van Karel Filips van Croÿ | Voorouders van Karel Filips van Croÿ                                                   | Voorouders van Karel Filips van Croÿ                                                   | Voorouders van Karel Filips van Croÿ                              | Voorouders van Karel Filips van Croÿ                              | Voorouders van Karel Filips van Croÿ                                  | Voorouders van Karel Filips van Croÿ                                  | Voorouders van Karel Filips van Croÿ                                  | Voorouders van Karel Filips van Croÿ                                  |
| ------------------------------------ | -------------------------------------------------------------------------------------- | -------------------------------------------------------------------------------------- | ----------------------------------------------------------------- | ----------------------------------------------------------------- | --------------------------------------------------------------------- | --------------------------------------------------------------------- | --------------------------------------------------------------------- | --------------------------------------------------------------------- |
| Overgrootouders                      | Filips I van Croÿ (graaf van Porcéan) (1435-1511) ∞ Jacoba van Luxemburg-Saint-Pol (-) | Filips I van Croÿ (graaf van Porcéan) (1435-1511) ∞ Jacoba van Luxemburg-Saint-Pol (-) | René van Chateaubriand (-1490) ∞ Helena van Estouteville (-)      | René van Chateaubriand (-1490) ∞ Helena van Estouteville (-)      | René II van Lotharingen (1451-1508) ∞ Filippa van Egmont (1467-1547)  | René II van Lotharingen (1451-1508) ∞ Filippa van Egmont (1467-1547)  | Gilbert van Montpensier (-) ∞ Clara Gonzaga (-)                       | Gilbert van Montpensier (-) ∞ Clara Gonzaga (-)                       |
| Grootouders                          | Hendrik van Croÿ (1511-1514) ∞ Charlotte de Chateaubriand (-1509)                      | Hendrik van Croÿ (1511-1514) ∞ Charlotte de Chateaubriand (-1509)                      | Hendrik van Croÿ (1511-1514) ∞ Charlotte de Chateaubriand (-1509) | Hendrik van Croÿ (1511-1514) ∞ Charlotte de Chateaubriand (-1509) | Anton van Lotharingen (1489-1544) ∞ Renée van Bourbon-Montpensier (-) | Anton van Lotharingen (1489-1544) ∞ Renée van Bourbon-Montpensier (-) | Anton van Lotharingen (1489-1544) ∞ Renée van Bourbon-Montpensier (-) | Anton van Lotharingen (1489-1544) ∞ Renée van Bourbon-Montpensier (-) |
| Ouders                               | Filips II van Croÿ (1469-1549) ∞ Anna van Lotharingen (1522-1568)                      | Filips II van Croÿ (1469-1549) ∞ Anna van Lotharingen (1522-1568)                      | Filips II van Croÿ (1469-1549) ∞ Anna van Lotharingen (1522-1568) | Filips II van Croÿ (1469-1549) ∞ Anna van Lotharingen (1522-1568) | Filips II van Croÿ (1469-1549) ∞ Anna van Lotharingen (1522-1568)     | Filips II van Croÿ (1469-1549) ∞ Anna van Lotharingen (1522-1568)     | Filips II van Croÿ (1469-1549) ∞ Anna van Lotharingen (1522-1568)     | Filips II van Croÿ (1469-1549) ∞ Anna van Lotharingen (1522-1568)     |
| Karel Filips van Croÿ (1469-1549)    |                                                                                        |                                                                                        |                                                                   |                                                                   |                                                                       |                                                                       |                                                                       |                                                                       |